# Iradj Azimi
Iradj Azimi (Siraz, província de Fars, 1 d'octubre de 1945) és un realitzador i director de cinema francès d'origen iranià.

## Biografia
Del 1966 al 1968 va estudiar a l'Institut des hautes études cinématographiques. Durant aquest temps, després d0una visita al Museu del Louvre visita el quadre El rai de la Medusa de Théodore Géricault, que el va impressionar.
El seu debut cinematogràfic com a director fou el 1973 Les jours gris, un comentari sobre un home vell (Jean Dasté), que torna a viure a una casa d'hostes. Utopia les la història d'un home a la recerca de la seva venerabilitat, amb Laurent Terzieff i Dominique Sanda. A Les Îles (1983) Maximilian Schell, Daniel Mesguich i Marie Trintignant viuen a l'illa d'un arxipèlag fictici, que ha esdevingut més important que la comunitat.
Des de 1987 estaria preparant la seva pel·lícula fins ara, Le Radeau de la Méduse, amb un pressupost de 400 milions de francs francesos. Hi participaren Jean Yanne com a comandant Chaumareys, Philippe Laudenbach i Claude Jade com a governador Schmatz i Daniel Mesguich, Rufus i Laurent Terzieff, que van rodar el 1988 a Martinica. L'huracà Hugo que va devastar l'illa el 1989 i altres problemes financers van provocar que la pel·lícula no fos acabada fins 1991, i degut a diversos problemes de distribució no es va poder estrena, raó per la qual Azimi, en un acte de protesta simbòlica, es tallés les venes davant del Ministeri de Cultura Francès i el seu amic Marcel Marceau el 16 de desembre de 1997. Això provocà la implicació en la distribució de l'aleshores ministra de cultura Catherine Trautmann, i finalment la pel·lícula fou estrenada el juliol de 1998.

## Filmografia
- 1969: Illuminations (curtmetratge documental)
- 1975: Les Jours gris, amb Jean Dasté iJosée Destoop
- 1978: Utopia, amb Laurent Terzieff, Dominique Sanda, Jean Dasté, Gérard Blain
- 1983: Les Îles, amb Maximilian Schell, Marie Trintignant, Daniel Mesguich, Jean Dasté
- 1998: Le Radeau de la Méduse, amb Jean Yanne, Daniel Mesguich, Claude Jade, Rufus